# Carmen Castillo Taucher
Carmen Gisele Castillo Taucher (nascida em 1954) é uma cirurgiã e académica chilena. Ela foi Ministra da Saúde Pública durante o segundo governo de Michelle Bachelet.

## Biografia
Carmen Castillo Taucher estudou na Faculdade de Medicina da Universidade do Chile, graduando-se como cirurgiã. Posteriormente, concluiu o Mestrado em Saúde Pública com menção em Epidemiologia na mesma universidade.
Trabalhou no sistema público de saúde como diretora adjunta do Hospital Dr. Luis Gajardo Guerrero em San Felipe (1988–1989), diretora do Serviço de Saúde de Aconcágua (2000–2010) e diretora técnica do Centro de Saúde Dr. Jorge Ahumada Lemus em Santa María (2010–2013).
Em 2013 assumiu a direção do Campus San Felipe da Universidade de Valparaíso. No mesmo ano, ingressou na "Comissão Consultiva Presidencial para o Estudo e Proposta de um Novo Modelo e Marco Legal para o Sistema Privado de Saúde", convocada pela presidente Michelle Bachelet para reformar o sistema das Instituições de Segurança Social.
A 23 de janeiro de 2015, Bachelet nomeou-a sua Ministra da Saúde Pública, em substituição de Helia Molina, que renunciou ao cargo no dia 30 de dezembro de 2014.
Em novembro de 2019, Castillo foi uma dos 690 académicos e profissionais de saúde a assinar uma carta aberta apelando por um sistema de Seguro Nacional de Saúde unificado.